# Gianrico Ruzza

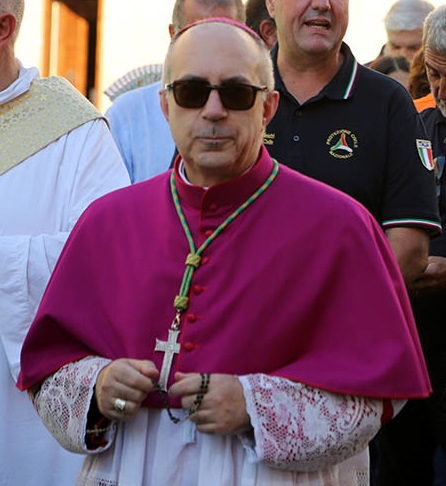
Bischof Gianrico Ruzza

Wappen von Gianrico Ruzza als Bischof von Civitavecchia-Tarquinia

Gianrico Ruzza (* 14. Februar 1963 in Rom) ist ein italienischer Geistlicher und römisch-katholischer Bischof von Civitavecchia-Tarquinia und Porto-Santa Rufina.

## Leben
Gianrico Ruzza studierte am Päpstlichen Römischen Priesterseminar und empfing am 16. Mai 1987 die Priesterweihe für das Bistum Rom.
Nach der Priesterweihe war er bis 1990 Assistent und anschließend bis 1997 Subregens am Päpstlichen Römischen Priesterseminar. In dieser Zeit erwarb er an der Päpstlichen Universität Gregoriana das Lizenziat in Kanonischem Recht. Er war Sekretär der römischen Stadtmission, des diözesanen Pastoralrates und des Komitees für den Eucharistischen Weltkongress im Jahr 2000. Von 2001 bis 2006 leitete er das Amt für die Geistlichen im Vikariat des Bistums Rom. In dieser Zeit war er auch Rektor der Kirche San Lorenzo in Miranda am Forum Romanum. Von 1997 bis 2006 leitete er das Institut für Männerexerzitien an der Ponte Rotto. Seit 2006 war er Pfarrer an San Roberto Bellarmino, bis 2013 Titelkirche des späteren Papstes Franziskus. Seit 2010 war er außerdem Präsident des Verwaltungsrates des interdiözesanen Instituts für die Versorgung des Klerus.
Am 14. September 2015 ernannte ihn Papst Franziskus zum Titularbischof von Subaugusta und zum Weihbischof im Bistum Rom. Die Bischofsweihe spendete ihm Kardinalvikar Agostino Vallini am 11. Juni desselben Jahres; Mitkonsekratoren waren der Vizegerent im Bistum Rom, Filippo Iannone OCarm, und Weihbischof Guerino Di Tora.
Als Weihbischof war er bis 2019 für den zentralen Sektor des Bistums Rom zuständig und von 2017 bis 2019 Sekretärprälat des Vikariats des Bistums. 2019 wurde ihm die Verantwortung für den Sektor Süd des Bistums übertragen.
Am 18. Juni 2020 ernannte ihn Papst Franziskus zum Bischof von Civitavecchia-Tarquinia. Die Amtseinführung fand am 25. Juli desselben Jahres statt. Seit 5. Mai 2021 ist Ruzza zudem Apostolischer Administrator des vakanten Bistums Porto-Santa Rufina.
Am 12. Februar 2022 verfügte Papst Franziskus die Vereinigung des Bistums Porto-Santa Rufina in persona episcopi mit dem Bistum Civitavecchia-Tarquinia und ernannte Ruzza gleichzeitig zum Bischof der so vereinigten Bistümer.